# Festival Internacional de la Cultura de Boyacá 2015
La 43.ª edición del Festival Internacional de la Cultura de Boyacá, celebrada en la ciudad colombiana de Tunja, tuvo lugar entre el 30 de octubre y el 7 de noviembre de 2015, para esta edición el Festival centró su accionar en el Talento Boyacense quienes alternando con los grandes del país y el mundo, contribuyen a la construcción de una verdadera política cultural donde el arte y los artistas de la región se convierten en el núcleo articulador de nuevas propuestas e innovadores portafolios que generen oferta y demanda para la industria cultural actual. Los países invitados son Rusia, Brasil e India; los Departamentos invitados Bolívar y Arauca, y por primera vez en el festival fueron invitadas ciudades de Colombia entre ellas  Cartagena y Bogotá.

## Eventos Destacados
| Día            | Nombre del Evento  | Artistas     |
| -------------- | ------------------ | ------------ |
| 30 de octubre  | Acto Inaugural FIC | Artistas FIC |
| 31 de octubre  |                    |              |
| 1 de noviembre |                    |              |
| 2 de noviembre |                    |              |
| 3 de noviembre |                    |              |
| 4 de noviembre |                    |              |
| 5 de noviembre |                    |              |
| 6 de noviembre |                    |              |
| 7 de noviembre |                    |              |

## Artistas destacados
| País participante | Arte   | Artista-Evento     |
| ----------------- | ------ | ------------------ |
| Colombia          | Música | Maluma             |
| Colombia          | Música | Santiago Cruz      |
| México            | Música | Ana Gabriel        |
| España            | Música | Joan Manuel Serrat |